# Xanthorhoe tangens
Xanthorhoe tangens là một loài bướm đêm trong họ Geometridae.